# GSC1867-180
GSC1867-180 — хімічно пекулярна зоря спектрального класу A0, що має видиму зоряну величину в смузі V приблизно 11,7.